# Нарни
На́рни (итал. Narni от лат. Narnia) — древний город и коммуна в провинции Терни итальянского региона Умбрия. Расположен на возвышенности над узкой долиной реки Нера.

## История
Первое упоминание о городе в письменных источниках относится примерно к 600 году до н. э. Поселение (под названием Неквин, лат. Nequinum) было основано индоевропейскими племенами осков и умбров, населявшими левый берег Тибра в первой половине I тыс. до н. э. Неквин был захвачен римлянами в IV в. до н. э. и превращён в римский опорный пункт на Фламиниевой дороге, которая вела к Адриатическому морю. Надеясь освободиться от римского владычества, жители Неквина вступили в союз с галлами, захватившими Рим в 387 году до н. э.; за это суеверные римляне после победы над галлами сменили «неблагозвучное» название города (созвучное с лат. nequeo «не могу» и nequitia «негодность») на Нарни — по названию реки Нар.
В 299 до н. э. город был преобразован в римский муниципий. За отказ от уплаты налога на войну с Карфагеном Нарни был разрушен римлянами в 209 году до н. э., но впоследствии отстроен и стал одним из опорных пунктов римской армии в Италии. Император Нерва родился в Нарни 8 ноября 30 года н. э.
В VI века город сильно пострадал во время византийско-готских войн и был разграблен Тотилой. Впоследствии Нарни поддержал императора Оттона I (благодаря посредничеству своего епископа, будущего папы Иоанна XVII). С XI века начинается возвышение города; в 1112 году Нарни восстал против папы Пасхалия II, а в 1167-м — против Фридриха Барбароссы, за что был подвергнут жестоким репрессиям. В 1242 году Нарни, в котором взяла верх гвельфская партия, заключил союз с Перуджей и Римом против империи.
В XIV веке кардинал Альборнос вернул Нарни под власть Рима и построил там замок (Рокка Альборнос). В дальнейшем город был пожалован роду Орсини, в XV век ненадолго захвачен королём Неаполя Владиславом, но вскоре возвращён Риму стараниями Браччо да Монтоне. Поворотным пунктом истории Нарни стало 15 июля 1525 года. В этот день город был взят наёмниками императора Карла V, разграблен и сожжён; с тех пор он утратил своё значение, уступив ведущую роль в регионе своему давнишнему сопернику Терни. В 1860 году Нарни присоединён к Королевству Италия.
Покровителями коммуны почитаются святые Иувеналий и Кассий, празднование 3 мая.

## Достопримечательности
Подобно многим маленьким городам Умбрии, Нарни до сих пор сохраняет поразительно средневековый вид, с каменными зданиями и узкими, вымощенными булыжником улочками. Город славится самым крупным мостом древнеримской постройки («Мост Августа», итал. Ponte di Augusto), высотой около 30 м, по которому Фламиниева дорога пересекала реку Нера (частично разрушен в VIII в.).
Другие достопримечательности:
- Кафедральный собор (Дуомо).
- Музей Эроли с алтарной картиной работы Гирландайо.
- Церковь Санта-Мария-Импенсоле.
- Дворец коммуны.
- Замок (Рокка Альборнос), нависающий над городом, сейчас служит местом временных выставок.
- Романская церковь Санта-Пруденциана.
- Церковь Сант-Агостино с высокореалистичными фресками XVIII века.
- Бенедиктинское аббатство Сан-Кассиано.

## Известные уроженцы

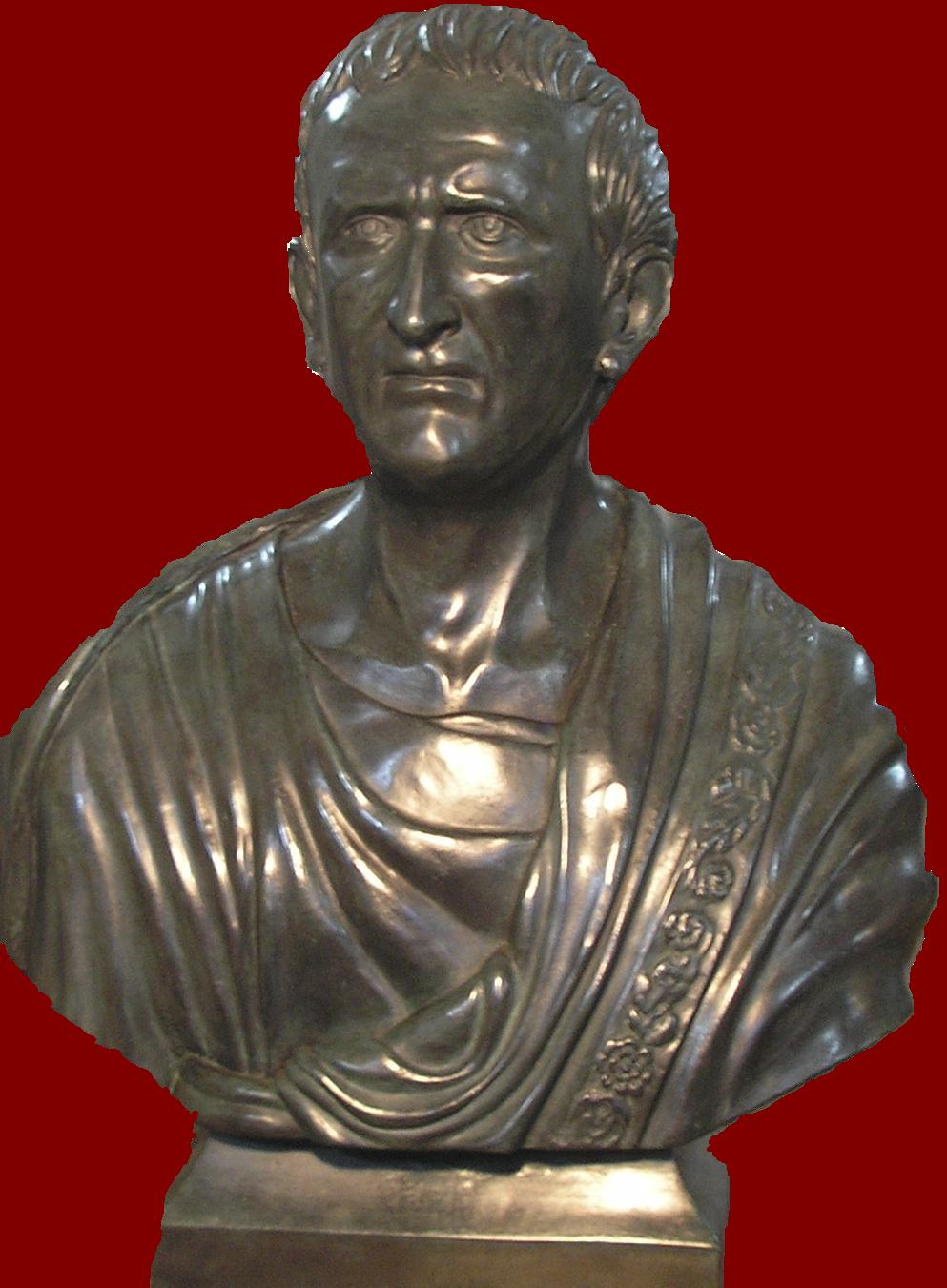
Бронзовый бюст императора Нервы

- Марк Кокцей Нерва — римский император 96—98.
- Эразмо да Нарни, известный кондотьер по прозвищу «Гаттамелата» (1370-1443).
- Кардинал Берардо Эроли.
- Лючия Брокаделли, католическая блаженная.